# Gnophos externaria
Gnophos externaria är en fjärilsart som beskrevs av Nitsche. Gnophos externaria ingår i släktet Gnophos och familjen mätare. Inga underarter finns listade i Catalogue of Life.